# Enzo Reale
Enzo Reale (Vénissieux, 7 oktober 1991) is een Frans-Italiaans voetballer die bij voorkeur als offensieve middenvelder speelt. Hij verruilde in 2012 Olympique Lyon voor Lorient.

## Clubcarrière
Olympique Lyon haalde Reale op zevenjarige leeftijd weg bij ASM Vénissieux. Op 11 mei 2011 debuteerde hij in het eerste elftal tegen AJ Auxerre. Tijdens het seizoen 2011-2012 werd hij uitgeleend aan US Boulogne. Daar scoorde hij zes doelpunten uit 26 wedstrijden. Op 4 september 2012 werd hij voor 1 miljoen euro verkocht aan Lorient. Reale tekende een vierjarig contract bij de club uit Bretagne.

## Interlandcarrière
Reale kwam uit voor diverse Franse jeugdelftallen. Hij speelde onder meer zeventien wedstrijden voor Frankrijk -17 en tien wedstrijden voor Frankrijk -20.